# Фарина, Лариса Степановна
Лариса Степановна Фарина (в девичестве — Панова; род. 7 мая 1958, Красноярск, РСФСР, СССР) — советская и российская спортсменка, игрок в настольный теннис. Мастер спорта (1975), мастер спорта международного класса (1978). Чемпионка РСФСР, Спартакиады народов РСФСР, серебряный призер первенства ЦС ДСО «Спартак». Являлась кандидатом в сборную СССР по настольному теннису. Чемпионка мира и Европы по настольному теннису среди ветеранов.

## Биография
Лариса Фарина родилась 7 мая 1958 года в городе Красноярске (Сибирь). С 4-х лет Лариса занималась музыкой по классу скрипки. В 10 лет после переезда в новый район города родители отвели девочку в секцию настольного тенниса к мастеру спорта Персецу Альберту Моисеевичу в школу № 10 города Красноярска. В 15 лет Лариса выполнила норматив мастера спорта СССР, а в 1977 году выполнила норматив мастера спорта международного класса.
В 1975 году окончила Красноярскую среднюю школу № 10. В 1979 году — Красноярский педагогический институт.
Пятикратная чемпионка Красноярского края по настольному теннису (1975, 1976, 1978, 1979, 1980). В 1978 году стала чемпионкой спартакиады Народов России. Победитель командных соревнований чемпионатов СССР в команде «Спартак» (1979 год). В 1983 году завоевала золотую медаль на чемпионате Ленинграда в личном зачете и в смешанной паре с чемпионом СССР Юрием Волочковым.
В 1980-е годы Лариса Фарина играла за сборную Ленинграда, являлась кандидатом в сборную СССР по настольному теннису и выступала за команду СК «Метрострой». Входила в 20-ку сильнейших игроков по настольному теннису в СССР.
В 1990-е годы выступала за команду «Борей». В 1998 году заняла первое место в личном разряде на Чемпионате мира среди ветеранов в городе Манчестере (Великобритания). В 2002 году стала бронзовым призёром личного чемпионата Санкт-Петербурга. В этом же году завоевала бронзу на Чемпионате мира среди ветеранов в Швейцарии, город Люцерн.
В 2006 году в парном разряде с Бранкой Батинич (Хорватия) завоевала золотую медаль на Чемпионате мира среди ветеранов по настольному теннису, в личном зачете — серебряную медаль. В следующем году приняла участие в Чемпионате Европы, где стала чемпионкой в личном и парном с Галиной Ененко (Украина) разрядах.
На Чемпионате мира по настольному теннису среди ветеранов в 2008 году, который проходил в Рио-де-Жанейро, Лариса Фарина заняла 2-е место в личном разряде и 3-е в парном разряде с Бранкой Батинич.
В Чемпионатах Европы среди ветеранов Лариса Фарина участвовала в 1999 году в Гётеборге (Швеция); в 2003 году в Италии, где заняла второе место в личных и третье место в парных с Алексеевой (Картузовой) Ольгой (Рига); в 2009 году в Хорватии заняла 1 место в парном разряде с Бранкой Батинич и 2 место в личном.
В 2010 году на Чемпионате мира в Китае (городской округ Хух-Хото) в паре с москвичкой Ларисой Андреевой завоевала бронзовую медаль.
В 2011 году в Чехии Лариса выиграла золотую медаль в паре с советской теннисисткой, заслуженным мастером спорта Валентиной Поповой, а в личном зачете заняла второе место.
В 2013 году стала абсолютным победителем Чемпионата по настольному теннису среди ветеранов в Турине (World Masters Games 2013 Torino).
В 2019 году приняла участие в Чемпионате Европы в Будапеште (Венгрия), где завоевала золотую медаль в паре с Бранкой Батинич и серебряную в личном зачете.
Является профессиональным тренером. С 1981 года работала в спортклубе «Метрострой». С 2011 года тренер-преподаватель в СК «Арена Топ-Спин».
Первый тренер чемпиона России по настольному теннису мастера спорта Петра Федотова.
С 2014 года — член Санкт-Петербургской федерации настольного тенниса.

### Личная жизнь
Муж — Фарин Николай Эдуардович (1958—2006). Имеет двух взрослых дочерей, Александру и Евгению.